# Шамбур сир Ендр
Шамбур сир Ендр (фр. Chambourg-sur-Indre) је насељено место у Француској у региону Центар, у департману Ендр и Лоара.
По подацима из 2011. године у општини је живело 1317 становника, а густина насељености је износила 46,39 становника/km².

## Демографија
| 1962. | 1968. | 1975. | 1982. | 1990. | 2011. |
| ----- | ----- | ----- | ----- | ----- | ----- |
| 925   | 883   | 779   | 857   | 1.080 | 1.317 |